# Степанов, Алексей Прокофьевич
Алексей Прокофьевич Степанов (1829 или 1831 — 1868) — русский ветеринар, профессор Петровской земледельческой и лесной академии.
Происходил из податного сословия. Окончил с отличием Харьковское ветеринарное училище и с июня 1855 года исполнял должность ассистента при клиническом институте училища; в декабре 1856 годы был утверждён в должности ассистента. В 1859 году, в июне защитил диссертацию на степень магистра ветеринарных наук «О кровепускании из передних конечностей у лошадей»; в июле был назначен сверхштатным адъюнктом, а в декабре — штатным адъюнктом училища по кафедре хирургии, родовспомогательной науки и экстерьера. В 1861—1865 годах преподавал скотоводство, зоогигиену, эктерьер, ветеринарную полицию и судебную ветеринарию. В 1862—1863 годах находился в заграничной командировке, в Германии и Франции. В декабре 1864 года был назначен ординарным профессором Харьковского ветеринарного училища, но через полгода переехал в Москву.
С июля 1865 года А. П. Степанов — профессор Петровской земледельческой и лесной академии.
Умер 30 сентября (12 октября) 1868 года в Москве.
Основная сфера научных интересов: эпизоотология, экстерьер домашних животных и вопросы улучшения пород скота.